# 1990 dans le catholicisme
Chronologie du catholicisme
- 1986
- 1987
- 1988
- 1989
- 1990
- 1991
- 1992
- 1993
- 1994

Cet article présente les faits marquants de l'année 1990 dans le catholicisme.

## Évènements
- 25 janvier au 1er février : voyage apostolique du pape au Cap-Vert, en Guinée-Bissau, au Mali, au Burkina Faso et au Tchad.
- 21 au 22 avril : voyage apostolique du pape en Tchécoslovaquie.
- 6 au 14 mai : voyage apostolique du pape au Mexique et à Curaçao.
- 25 au 27 mai : voyage apostolique du pape à Malte.
- 1er septembre : fondation de l'Institut du Christ-Roi Souverain Prêtre.
- 1er au 10 septembre : voyage apostolique du pape à Malte, en Tanzanie, au Burundi, au Rwanda et en Côte d'Ivoire.
  - 10 septembre : consécration de la Basilique Notre-Dame-de-la-Paix de Yamoussoukro par le pape Jean-Paul II.
- 30 septembre : ouverture du VIIIe synode des évêques sur la formation des prêtres.
- 18 octobre : la constitution apostolique Sacri canones de Jean-Paul II promulgue le Code des canons des Églises orientales.
- 4 novembre : béatification de Louise Thérèse de Montaignac et Marthe Le Bouteiller.
- 7 décembre : publication de l'encyclique Redemptoris missio sur la vocation missionnaire de l'Église.
- 9 décembre : canonisation de Marguerite d'Youville.

## Décès

### Janvier
- 6 janvier : Joseph Dehergne, prêtre jésuite, missionnaire, historien et bibliographe français (° 3 octobre 1903)

### Février
- 2 février : Bienheureux Benedict Daswa, enseignant et martyr sud-africain (° 16 juin 1946)
- 8 février : Nestor Adam, prélat suisse, évêque de Sion (° 7 février 1903)

### Mars
- 25 mars : Célestin Marcotte, prêtre canadien engagé dans l'action sociale (° 14 novembre 1915)

### Avril
- 14 avril : Georges Finet, prêtre français, père spirituel de Marthe Robin et cofondateur des Foyers de charité, accusé d'abus sexuels (° 6 septembre 1898)

### Mai
- 1er mai : Jean Feutren, prêtre, auteur et historien local français (° 15 novembre 1912)
- 8 mai : 
  - Jean Lesourd, prélat et missionnaire français, évêque de Nouna (° 19 mai 1901)
  - Tomás Ó Fiaich, cardinal irlandais, archevêque d'Armagh (° 3 novembre 1923)
- 18 mai : Joseph-Marie Trinh van-Can, cardinal vietnamien, archevêque d'Hanoï (° 19 mars 1921)
- 23 mai : Julijans Vaivods, cardinal letton, administrateur apostolique de Riga (° 18 août 1895)

### Juin
- 4 juin : Jean-Pierre Dozolme, prélat français, évêque du Puy-en-Velay (° 24 avril 1906)
- 27 juin : José Clemente Mauer, cardinal germano-bolivien, archevêque de Sucre (° 13 mars 1900)

### Août
- 22 août : Luigi Dadaglio, cardinal italien de la Curie, précédemment diplomate du Saint-Siège et archevêque titulaire de Lerus (de) (° 28 septembre 1914)
- 27 août : Pierre de La Chanonie, prélat français, évêque de Clermont (° 26 septembre 1898)

### Septembre
- 12 septembre : Claude Mondésert, prêtre jésuite et théologien français (° 28 juillet 1906)
- 21 septembre : Bienheureux Rosario Livatino, magistrat italien, martyr de la mafia (° 3 octobre 1952)
- 27 septembre : Bienheureuse María Agustina Rivas López, religieuse et martyre péruvienne du communisme (° 13 juin 1920)
- 29 septembre : Raffaele Forni, prélat suisse, diplomate du Saint-Siège et archevêque titulaire d'Ægina (de) (° 24 mai 1906)

### Octobre
- 7 octobre : Bienheureuse Chiara Badano, membre du Mouvement des Focolari (° 29 octobre 1971)
- 28 octobre : Adrien Gand, prélat français, évêque de Lille (° 23 mai 1907)

### Novembre
- 1er novembre : Cyprien Biyehima Kihangire, prélat ougandais, évêque d'Hoima (en) (° 19 mars 1918)
- 3 novembre : René-Louis Stourm, prélat français, archevêque de Sens (° 13 mars 1904)
- 6 novembre : Gérard Dion, prêtre et enseignant canadien (° 5 décembre 1912)
- 28 novembre : 
  - Paul Pierrat, prêtre et archéologue français (° 5 mars 1926)
  - Władysław Rubin, cardinal polonais de la Curie, précédemment évêque titulaire de Serta (de) (° 20 septembre 1917)
- 30 novembre : Octavio Antonio Beras Rojas, cardinal dominicain, archevêque de Saint-Domingue (° 16 novembre 1906)

### Décembre
- 13 décembre : Alain Maucorps, prêtre jésuite, enseignant et éducateur français (° 2 juillet 1912)